# トビトの治癒 (ドメニコ・フェッティ)
『トビトの治癒』（トビトのちゆ、露: Исцеление Товита、英: The Healing of Tobit）、または、『父を治癒するトビアス』（ちちをちゆするトビアス、英: Tobias Healing his Father）は、イタリア・バロック期の画家ドメニコ・フェッティが1621-1622年に板上に油彩で制作した絵画である。現在、エルミタージュ美術館 (新エルミタージュ232室) に展示されている。

## 作品
フェッティは1641年にマントヴァの宮廷に招聘されて以来、ルーベンスやヴェネツィア派の絵画をよく研究したが、本作に見られるような衣襞表現、演劇の舞台を思わせる仰視的構図にもその影響がうかがわれる。
本作の場面は、『旧約聖書』の『トビト記』 (11: 10–14) から採られている。ニネヴェに住むトビトは情け深い善行の人であった。しかし、ある日、眠っていた時、スズメの糞が目に落ちて失明してしまう。絶望したトビトは死を願うようになった。その後、死を予感したトビトは息子のトビアスにメディア王国で貸したお金があるので、取りに行くようにいう。その旅には、人間に扮した大天使ラファエルが付き添った。ラファエルはトビアスが川で大きな魚に襲われると、その魚を捕え、心臓、肝臓、胆のうを取っておくように告げる。故郷に帰ったトビアスは父トビトの目に胆のうを塗り、彼の目を治癒した。絵画は、大天使ラファエルの助けにより、トビアスが盲目の父トビトを治癒するところを表している。トビトの左側には彼の妻アンナがいる。

## 歴史
この絵画には数点のフェッティ自身の手になる複製と別の画家の手になる複製が現存し、その中にはバルバリーゴ家から1850年にエルミタージュ美術館に入った画家自身の複製があるが、この複製はおそらくP. V. デラロフ (P. V. Delarov) に売却され、彼の死後、1914年にパリのジョルジュ・プティで競売にかけられた。
本作は、1662年にヴェローナにあったクリストフォロ・ムゼッリとフランチェスコ・ムゼッリのコレクション (Cristoforo and Francesco Muselli's collection) 目録に記載されている。1685年に、クリストフォロ・ムゼッリの遺産相続者たちは一家の美術コレクションをすべてフランスの商人ルイ・アルヴァレ (Louis Alvarez）に売却し、本作はオルレアン・コレクションに、次いでジュリアン (Julien)・コレクションに入った。1767年に、ジュリアンのすべてのコレクションはパリで売却され、ドミトリ・アレクセイェヴィッチ・ガリツィンが女帝エカチェリーナ2世のために本作を購入した。